# Império do Espírito Santo da Ponte

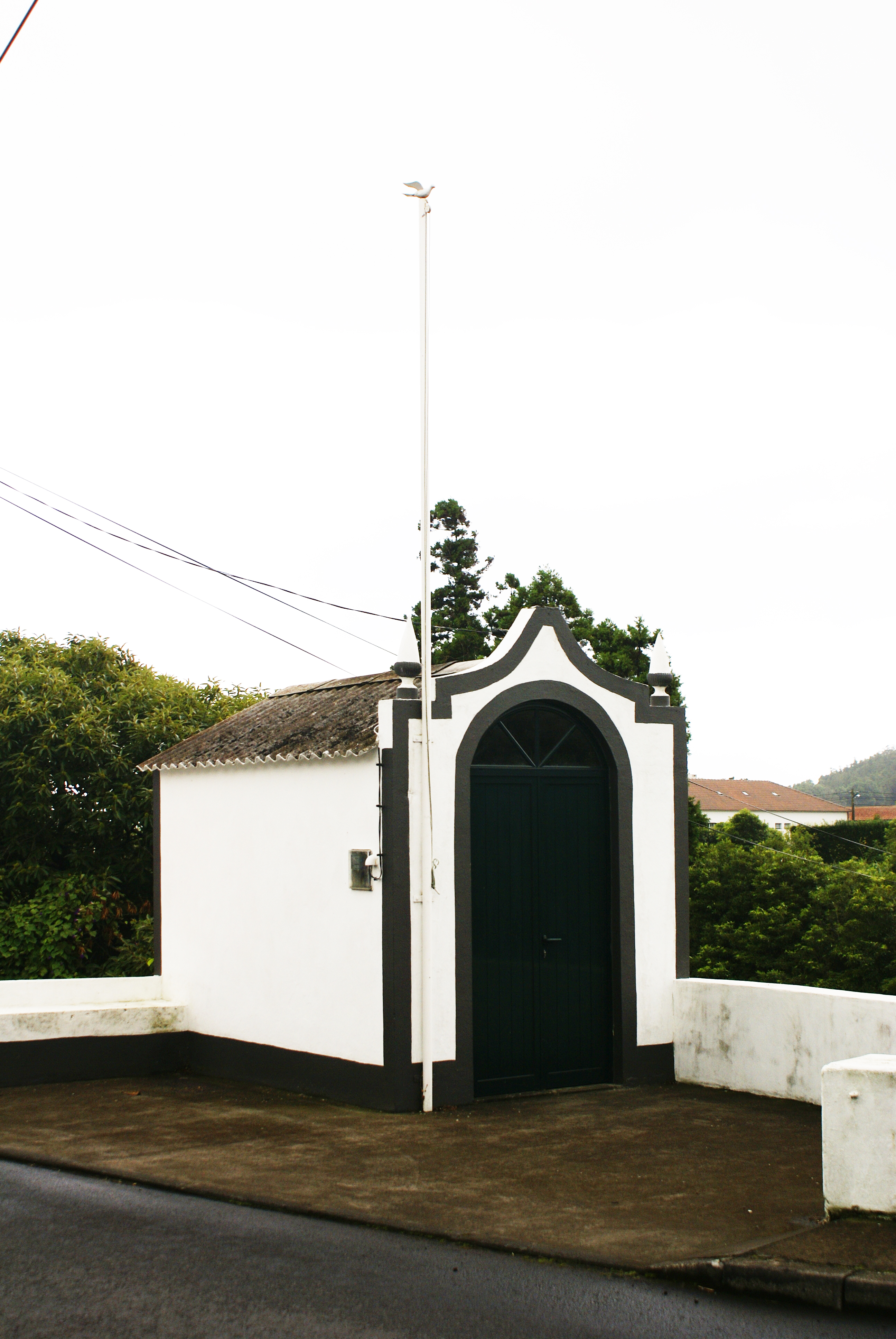
Império do Espírito Santo da Ponte, Flamengos.

O Império do Divino Espírito Santo da Ponte é um Império do Espírito Santo português que se localiza na freguesia dos  Flamengos, concelho da horta, ilha do Faial, arquipélago dos Açores.
Este Império do Divino, localiza-se próximo à ponte dos flamengos numa reentrância da estrada. Apresenta-se com uma estrutura extremamente simples em comparação com os seus congéneres espalhados pela ilha. As festividades em honra do Divino acontecem  neste império quarto Domingo antes do Espírito Santo.